# Зоряне народження
«Зо́ряне наро́дження: біологі́чна фанта́зія» (англ. Star-Begotten: a Biological Fantasia) — фантастичний роман англійського письменника Герберта Веллса. Написаний 1937 року. Він розповідає історію групи людей, які виявили, що марсіани поступово перетворюють людей на подібних собі істот.

## Сюжет
Джозеф Девіс — автор популярних оповідань. Він одружений і скоро матиме дитину, але відчуває, що тоне в щоденній рутині. Одного разу він чує в клубі «Планетарії» припущення, що інтелект людей розвинувся під впливом космічних променів, надісланих у давнину марсіанами. Девіс і двоє його друзів, акушер Голдман Стеддінг і професор філософії Ернест Кеппел, вирішують перевірити цю ідею. Девіса вона приваблює тим, що релігійні пояснення появи людей для нього непереконливі, а це більш «наукове».
Шукаючи піддослідних людей, Девіс вирішує, що його дружина Мері достатньо «дивна», щоб вивчати на ній можливий інопланетний вплив. Вона ідеально здорова, гарна та граційна, що спонукає Девіса підозрювати чи не була вона «марсіанізована». Чоловік вагається чи не надто він захопився думкою про інопланетний вплив на людей. Але розмова з товаришами переконує його, що на Марсі можуть жити людиноподібні істоти, позаяк природні умови Землі й Марса схожі. Вони висміюють фантастів, які зображають марсіан ворожими чудовиськами (тут присутні також жарти про «Війну світів», написану раніше Веллсом).
Продовжуючи дослідження, Девіс дізнається, що за минулі роки частка незвичайно розвинених фізично і обдарованих інтелектуально дітей зросла. Він побоюється, що це спосіб марсіан захопити Землю, поступово перетворивши на марсіан людей. Але потім Девіс замислюється, що це нагадує цивілізаторську роль Римської імперії і новий вид людей, до якого може належати вже і його новонароджена дитина, буде кращим за попередників.
Новина про можливе марсіанське втручання в розвиток людства поширюється світом. На розчарування Девіса, її майже ігнорують у США. У Британії лорд Тандерклеп сприймає загрозу серйозно та організовує кампанію з боротьби проти марсіан. Він наказує виявляти новонароджених «марсіанізованих» людей та ізолювати їх, побоюючись їхнього стосунку до поширення соціалізму.
Девіс переконується, що суспільство, будоване новим видом людей, здоровіше та моральніше, схильніше до співпраці. Після народження дитини Девіс робить із Мері висновок, що змін не треба боятися, бо все життя — це зміни.